# Sainte-Marie-du-Mont (Isère)
Sainte-Marie-du-Mont is een gemeente in het Franse departement Isère (regio Auvergne-Rhône-Alpes) en telt 218 inwoners (2004). De plaats maakt deel uit van het arrondissement Grenoble.

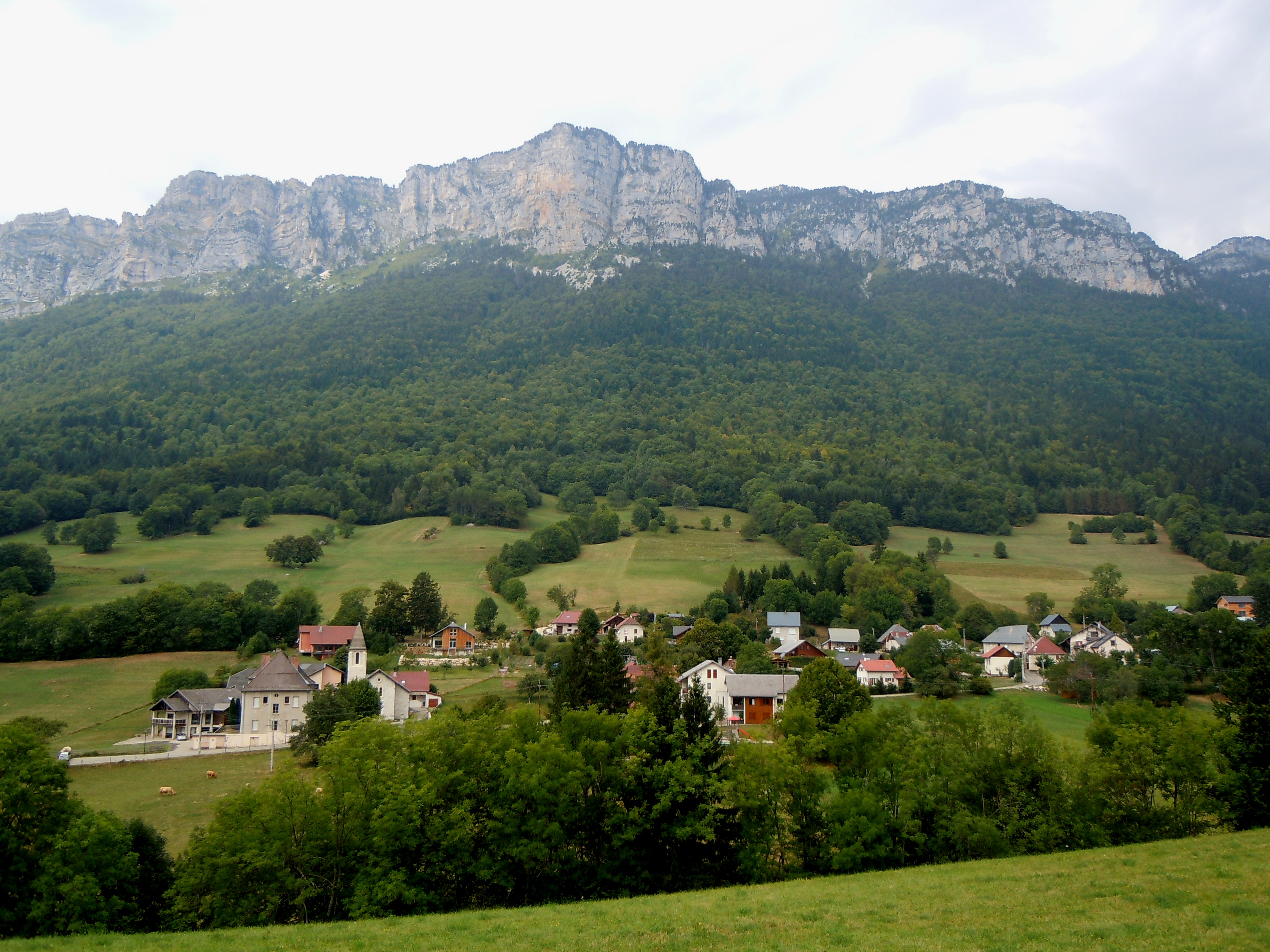
Sainte-Marie-du-Mont
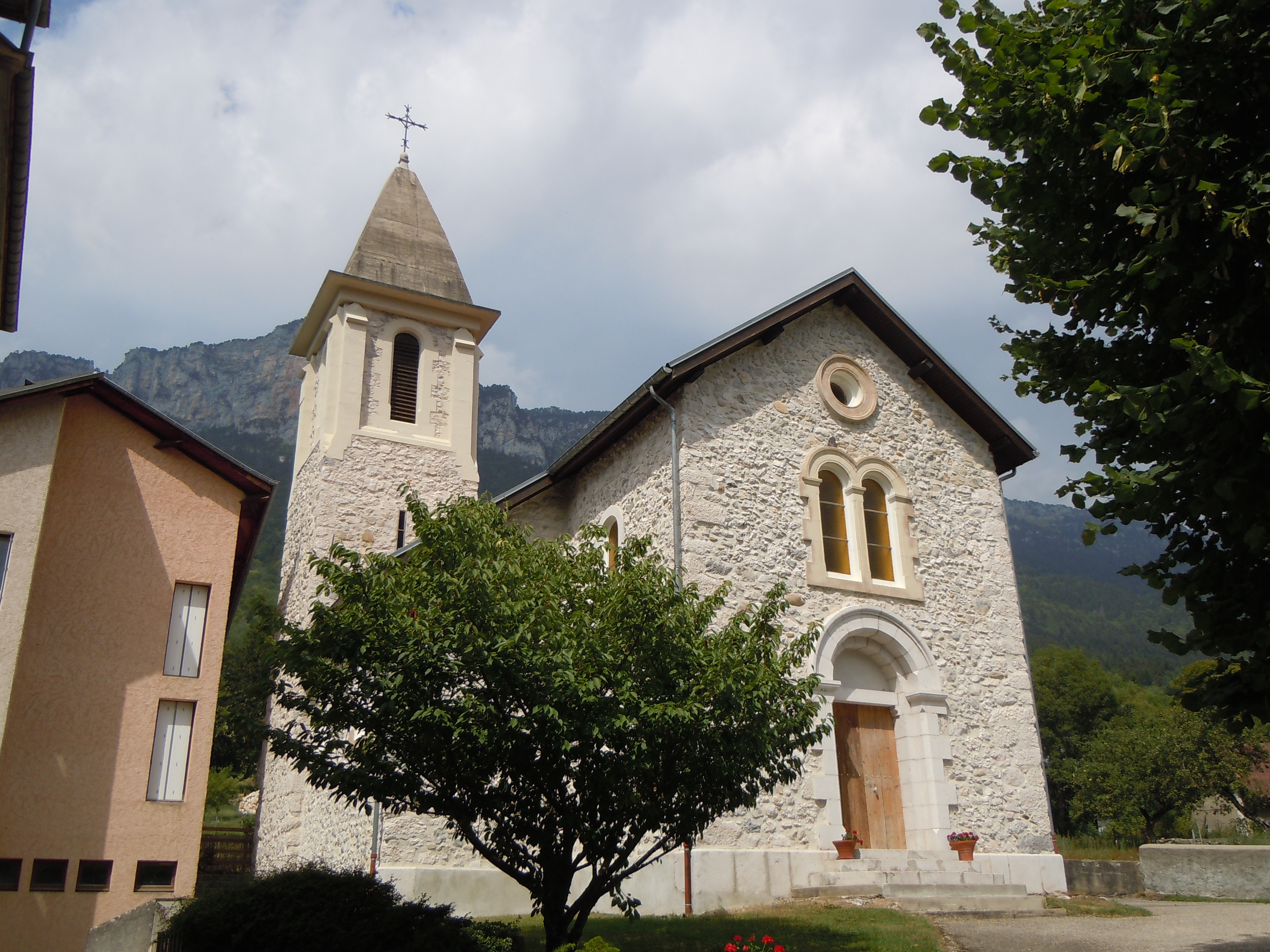
Kerk van Sainte-Marie-du-Mont

## Geografie
De oppervlakte van Sainte-Marie-du-Mont bedraagt 23,2 km², de bevolkingsdichtheid is 9,4 inwoners per km².
De onderstaande kaart toont de ligging van Sainte-Marie-du-Mont (Isère) met de belangrijkste infrastructuur en aangrenzende gemeenten.

## Demografie
Onderstaande figuur toont het verloop van het inwonertal (bron: INSEE-tellingen).